# 필리프 질베르
필리프 질베르(프랑스어: Philippe Gilbert, 1982년 7월 5일~)는 벨기에의 자전거 경기 선수이다. 2012년 세계 선수권 대회 우승자로 잘 알려져 있으며, 2011년에는 아르덴 클래식 3개 대회에서 우승을 차지했다. 또한 2011년 월드 투어 우승자이기도 하다.